# راه رفتن خروس
راه رفتن خروس (به انگلیسی: Cock o' the Walk) یک فیلم کوتاه انیمیشن محصول کمپانی دیزنی از مجموعه سمفونی احمقانه در سال ۱۹۳۵ منتشر شد. 